# Creu de terme de Cistella
La Creu de terme de Cistella és una obra de Cistella (Alt Empordà) inclosa a l'Inventari del Patrimoni Arquitectònic de Catalunya.

## Descripció
Encastada en un bloc de pedra natural hi ha una base de dos graons realitzada amb maons. Damunt la base s'aixeca un fust, també de pedra, que sosté una creu de ferro. Aquesta presenta els extrems dels braços lobulats. Del braç inferior surten dues branques enlairades, acabades amb punta de fletxa. La creuera està ocupada per una placa circular on s'hi distingeix una imatge que podria ser la de Crist o la de la Verge.